# Sistotrema globosa
Sistotrema globosa är en svampart som beskrevs av Gresl. 2001. Sistotrema globosa ingår i släktet Sistotrema och familjen Hydnaceae.   Inga underarter finns listade i Catalogue of Life.